# 4fly
4fly es un aplicación multi drone que permite pilotear y mover cualquier tipo de drone comercial con gafas de realidad virtual, además de disponer de una alerta de batería baja, que indica el momento en el que el drone ha de regresar a casa sin riesgo de caída o pérdida, y un sistema de rastreo, que permite acceder a la posición del drone ante cualquier imprevisto o pérdida de control, Por ejemplo, con 4fly el usuario será capaz de monitorear cada aspecto del drone como si estuviera pilotando desde adentro .
Esta aplicación permite el modo de vuelo en realidad virtual, a su vez qué otras funcionalidades como girar la cámara y el drone mediante el uso de las gafas, ver la imagen en 3D con las gafas, es compatible con todos los modelos de gafas que funcionen introduciendo el teléfono Android, tiene acceso a diferentes drones una vez seleccionados, dispone de un sistema de rastreo en caso de pérdida.
La aplicación también ofrece la posibilidad de seleccionar el tipo de control con el que queremos manejar el drone, puede ser mediante teléfono móvil, usando el mando externo que viene con el drone o activando el mando Bluetooth conectado al teléfono.

## Características
- Programación de vuelo
- GPS
- Compatibilidad con la Realidad Virtual
- Se adapta a las necesidades de los usuarios